# Johann Josef Kittel
Johann Josef Antonius Eleazar Kittel (* 13. Februar 1704 in Schumburg, Pfarrei Nabsel; † 16. November 1783 in Schumburg) war ein böhmischer volkstümlicher Arzt und Wohltäter. Auf Grund seiner Krankenheilungen wurde er Mittelpunkt eines eigenen Sagenkreises als Faust des Isergebirges.

## Leben
Johann Josef Kittel stammte aus der Familie der Glashersteller Kittel in Schumberg im Isergebirge in Nordböhmen und war ein außerordentlicher Heiler und Arzt des 18. Jahrhunderts. Die einheimische Bevölkerung vermutete bei ihm übernatürliche Kräfte und suchte seine Hilfe bei Krankheiten und Beschwerden des Körpers, der Seele und des Gemüts.
Den Legenden nach soll er seine Patienten in einem fliegenden Mantel, in schnellem nächtlichen Ritt auf dem Pferd oder in einer Kutsche aufgesucht haben und sein Wissen aus Hexen- und Zauberbüchern haben. Damit er die Menschen mit Heilkräutern heilen konnte, soll er sich mit dem Teufel verbunden haben.
Als berühmter Arzt beschäftigte er die Phantasie der Bevölkerung noch ein halbes Jahrhundert nach seinem Tod, ehe sich deren Wissensstand durch Schulbildung besserte und der Aberglaube schwächer wurde. Seit dem 20. Jahrhundert gilt er als ein Mensch, dem es durch Fleiß, Talent, Gelehrsamkeit und die Fähigkeit, Heilmethoden aus den Erfahrungen der Vorfahren weiterzuentwickeln, gelang, ein Leben als anerkannter Arzt und Heiler zu führen.

Johann Kittel, der mit neun Jahren eine Pestepidemie überlebte, lernte die ersten Heilmethoden bei seinem Vater Melchior Kittel. Er erhielt keine besondere Ausbildung als Schüler oder Student; er lernte als Autodidakt aus Büchern. Von der Kreisverwaltung in Jungbunzlau erhielt er das Prädikat „Attestat Incorporationis et Approbationis“, eine Berechtigung, chirurgische Eingriffe durchzuführen.

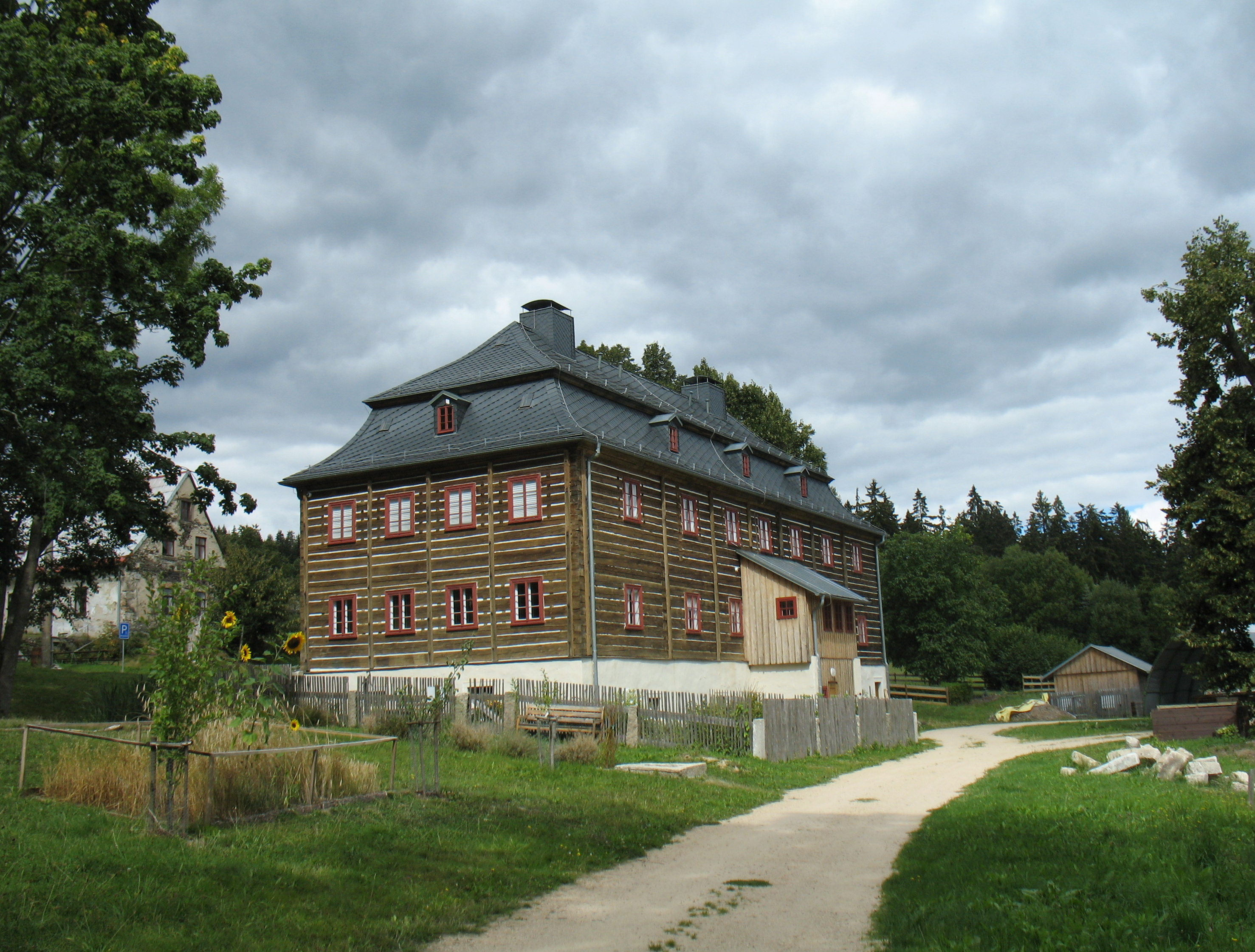
Das Kittelhaus (2022)

Nach erfolgreicher Praxis wurde er Leibarzt bei den Grafen Desfours und erhielt ein sicheres Einkommen. Die armen Menschen in den Bergen um Gablonz behandelte er meist ohne Honorar oder gegen Naturalien. Auf Krankenbesuch legte er zu Fuß täglich etliche Kilometer zurück. Patienten in den einsamen Winkeln der Bergtäler besuchte er auf einem Pferd, gehüllt in einem schwarzen, im Wind flatterndem Mantel. Das Tragen des schwarzen Mantels wurde als Zugehörigkeit zum Orden des Franz von Assisi gedeutet, den er oft in Turnov (Turnau) aufsuchte, und der sich um arme Kranke kümmerte.
Kittel heiratete am 25. November 1727 in der Kirche St. Michael von Morchenstern, Anna Maria, geborene Günther, die Tochter eines Glasschleifers aus Kokonín (Kukan), und hatte mit ihr zwölf Kinder.
Schicksalhaft war für ihn das Jahr 1738, als er bei einem Ritt über die gefrorene Elbe einbrach, erkrankte und lange ums Überleben kämpfte. Er erreichte danach seine Fähigkeit als Heiler nicht mehr. Sein Vermögen oder eine sonstige Förderung müssen beträchtlich gewesen sein. 1752 begann auf seine Initiative der Bau der Barockkirche des heiligen Josef von Nazaret. Am 16. November 1783 verstarb er, alterskrank und erblindet, in Schumburg (Krásná). Sein Grab ist nicht erhalten.

## Erinnerungen an sein Leben
Das Leben von Kittel ist im Jahr 2007 am Originalschauplatz verfilmt worden. Mehrere lokale Hersteller bieten Produkte (Kräuterliköre) an und nutzen dabei den Namen Dr. Kittel.

## Kittelhaus
In Krásná, dem früheren Schumburg, einem Ortsteil der Gemeinde Pěnčín u Jablonce nad Nisou in Tschechien hat sich das Kittelhaus – auch Burk genannt – erhalten, das sich bis 2004 im Verfall befand. Das Haus beherbergte zu Kittels Lebzeiten eine Apotheke und Personen aus der Umgebung sowie aus Wien und Prag sollen dort geheilt worden sein. Einer von ihnen war Johann Wenzel Wiesner, ein Hauslehrer aus Wien. Dieser soll auch die Kinder des Ehepaares Kittel unterrichtet haben und gilt als Gründer der Grundschule von Schumburg nach Einführung der Schulpflicht.
2006 begann eine Sanierung des Hauses durch die Gemeinde. Das Vorhaben wurde vom Ministerium für regionale Entwicklung in Prag mit drei Millionen Kronen gefördert. Die beiden obersten Stockwerke wurden größtenteils abgetragen und über dem Haus ein Schutzdach errichtet.

## Kittelmuseum
Anlässlich des traditionellen Festes der Kirchweih in Krásná ist am ersten Mai 2010 das Kittelmuseum im Haus Nr. 11 eröffnet worden, das sich zwischen dem Kittelhaus und der St.-Josephs-Kirche befindet. Dieses Haus war vermutlich ein zur ehemaligen Burg gehörendes Wirtschaftsgebäude. Im Jahr 2019 wurde ein neues Museum in Kittels Haus eröffnet. Das Museum ist ganzjährig geöffnet.

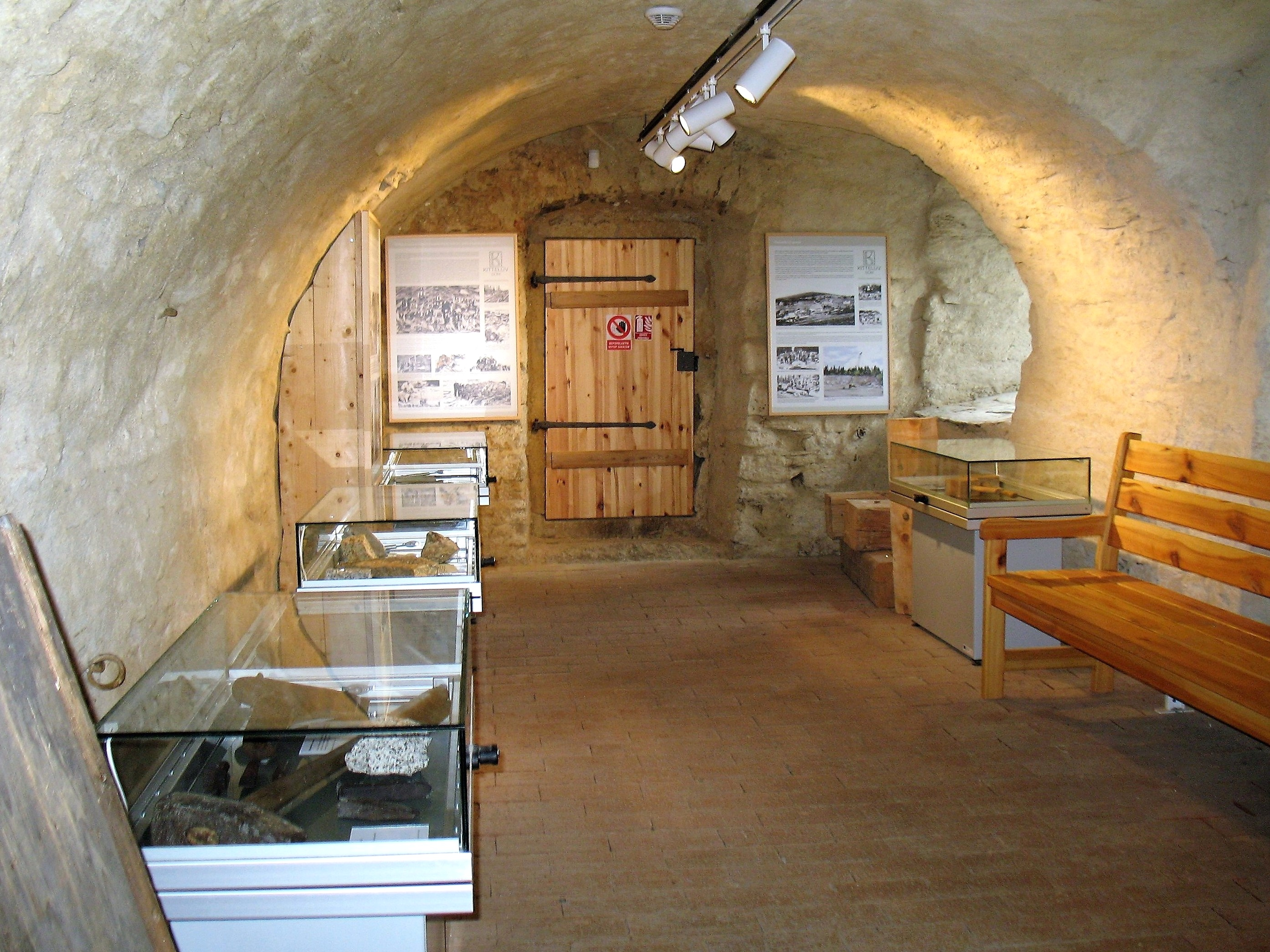
Geologische Ausstellung
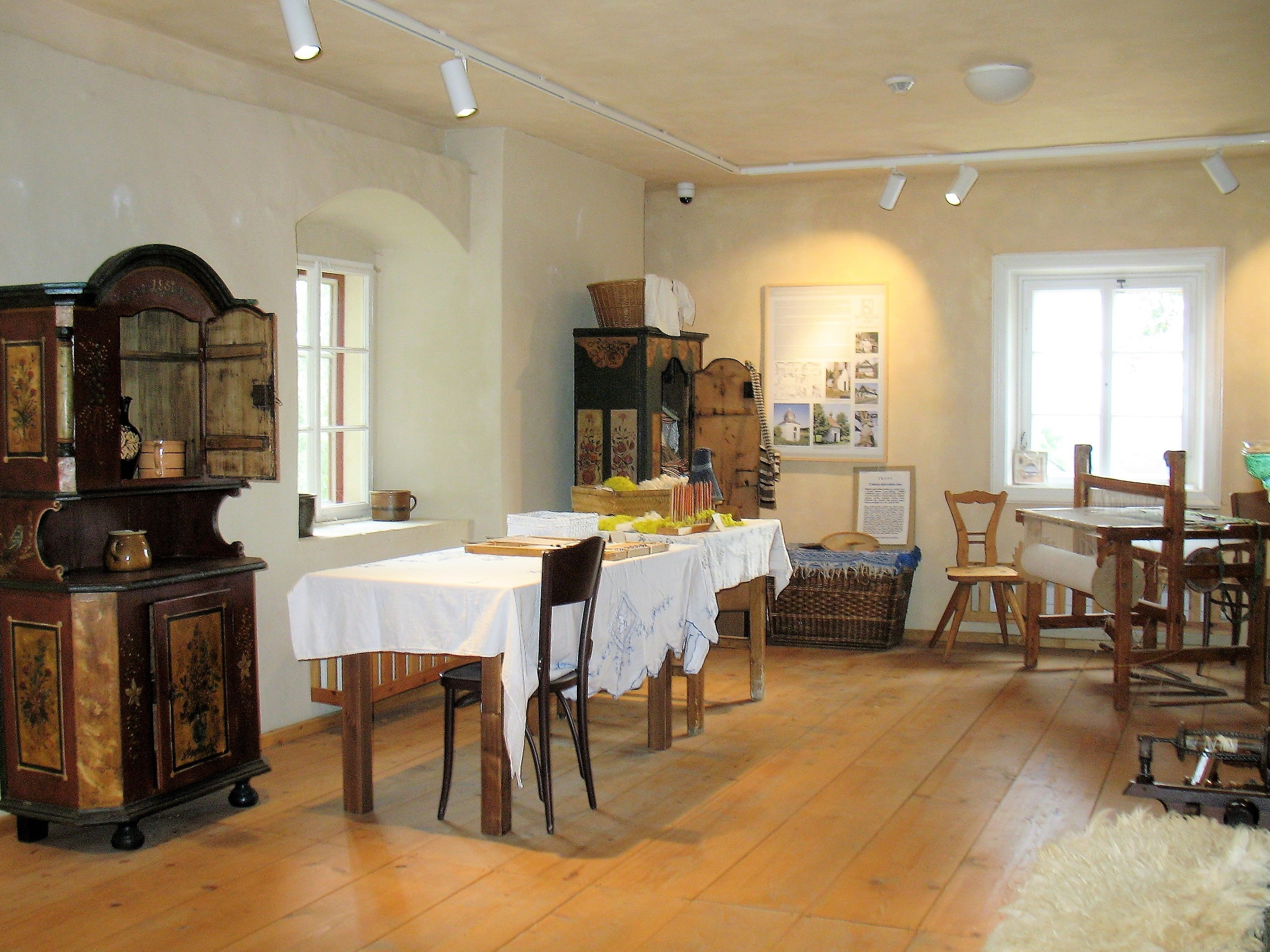
Zimmer im Erdgeschoss
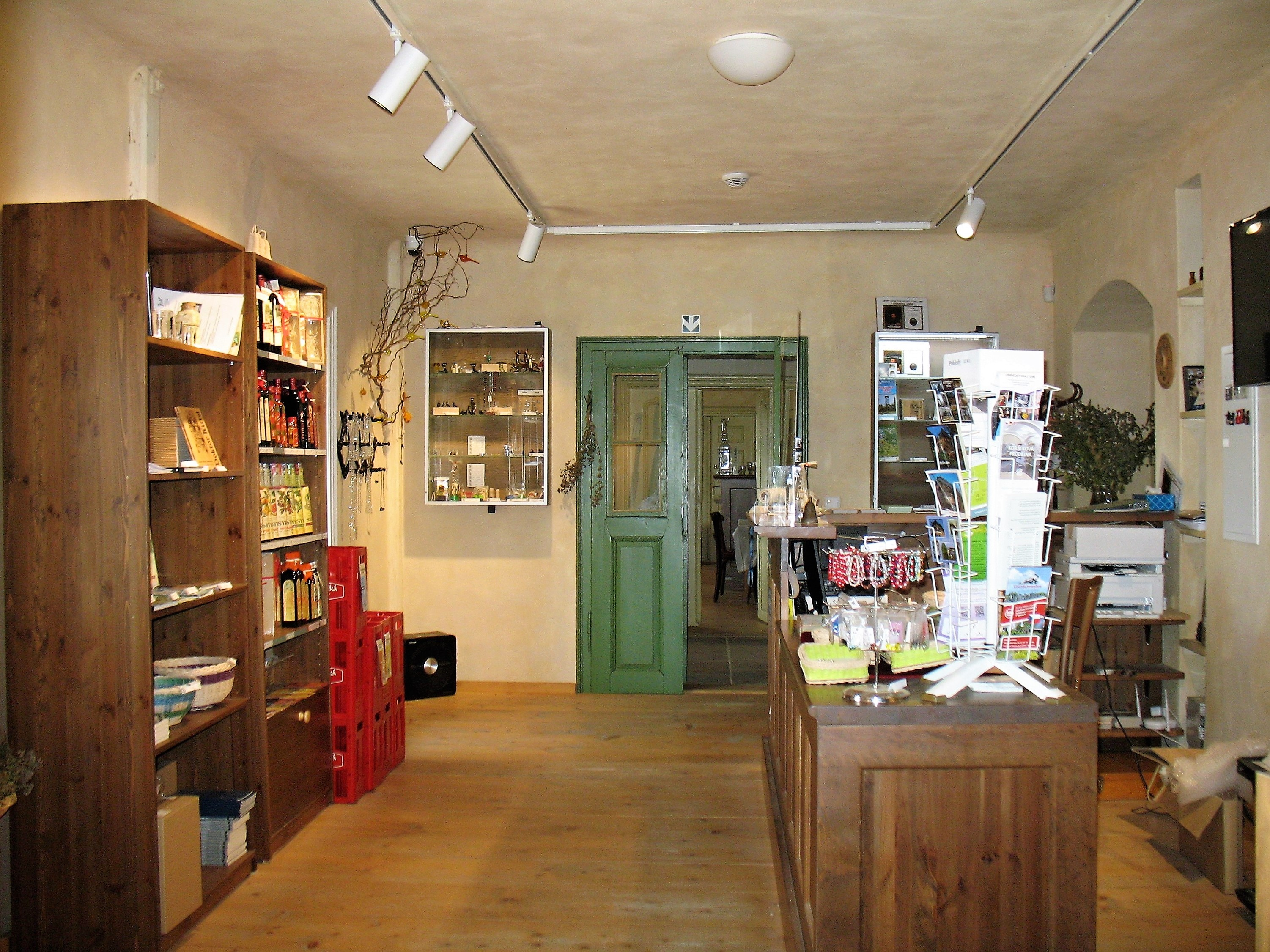
Regionales Informationszentrum
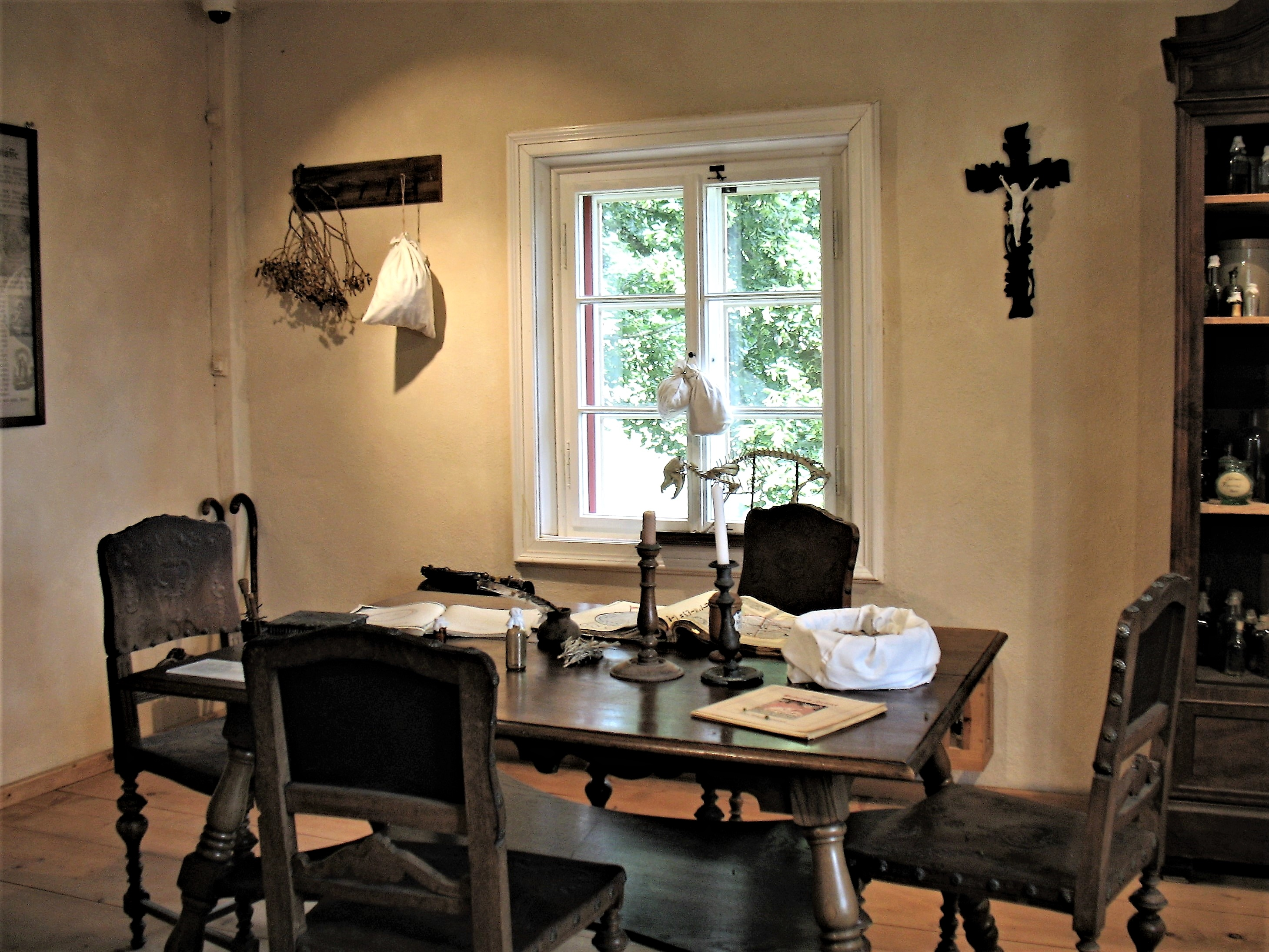
Arztpraxis im 18. Jahrhundert
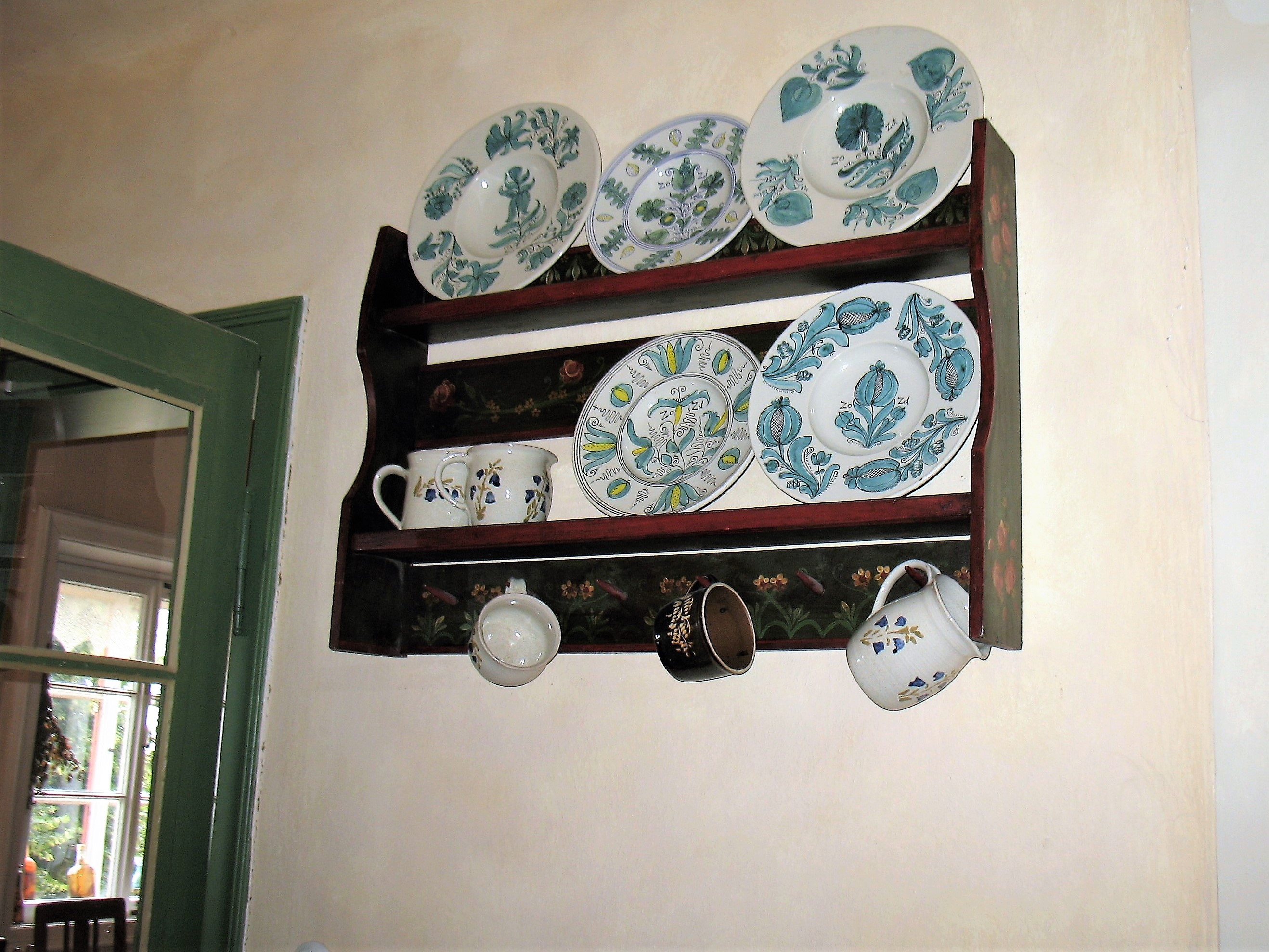
Keramik aus der Umgebung von Zittau